# Vidbir 2017
La seconda edizione del Vidbir si è svolta dal 4 al 25 febbraio 2017, ed è stata organizzata dall'emittente radiotelevisiva ucraina UA:PBC in collaborazione con il canale televisivo STB per selezionare il rappresentante dell'Ucraina all'Eurovision Song Contest 2017 di Kiev.
I vincitori sono stati gli O.Torvald con Time.

## Organizzazione
A seguito della vittoria ucraina all'Eurovision Song Contest 2016, l'UER ha invitato il paese, come da tradizione, ad ospitare l'evento l'anno seguente, divenendo così la seconda edizione della manifestazione musicale a svolgersi in Ucraina dopo quella del 2005. L'emittente ucraina Nacional'na Telekompanija Ukraïny (NTU) ha confermato l'organizzazione della 62ª edizione della manifestazione europea, confermando nuovamente l'utilizzo del Vidbir, in collaborazione con la rete televisiva privata STB, per selezionare il proprio rappresentante.
Gli aspiranti partecipanti hanno potuto candidare i propri brani tra il 1º settembre 2016 e il 15 gennaio 2017 via internet; tuttavia è stato concesso agli artisti di prendere parte ad apposite audizioni organizzate nelle città ucraine di Odessa (6 novembre), Dnipro (13 novembre), Leopoli (4 dicembre) e Kiev (11 dicembre).
La competizione si è tenuta in quattro serate: le prime tre sono dedicate alle semifinali da 8 partecipanti ciascuna il 4, l'11 e il 18 febbraio 2017, e la finale il successivo 25 febbraio, ove ha visto i 6 finalisti sfidarsi per la possibilità di rappresentare l'Ucraina all'Eurovision Song Contest 2017. I risultati sono stati decretati da una combinazione di voto della giuria e televoto.

### Giuria
La giuria è stata composta da:
- Andriy Danylko, cantante e rappresentante dell'Ucraina all'Eurovision Song Contest 2007
- Jamala, cantante e vincitrice dell'Eurovision Song Contest 2016
- Kostjantyn Meladze, paroliere e direttore artistico del Vidbir

## Partecipanti
Una giuria presieduta dal direttore artistico del concorso Kostjantyn Meladze ha selezionato i primi 23 partecipanti fra le proposte ricevute, che sono stati annunciati il 17 gennaio 2017.
| Artista                    | Brano                | Lingua           | Compositori                                        |
| -------------------------- | -------------------- | ---------------- | -------------------------------------------------- |
| Aghiazma                   | Synthetic Sun        | Inglese          | Kora Rex, Aghiazma                                 |
| Anastasija Prudius         | Flow                 | Inglese          | Anastasija Prudius, Antin Kars'kij                 |
| Arsen Mirzojan             | Geraldine            | Francese         | Arsen Mirzojan, Paul Manandise                     |
| Detach                     | Distance             | Inglese          | Oleksij Verenčyk, Jevhen Astaf'jev                 |
| Green Grey                 | Future Is On         | Inglese          | Green Grey                                         |
| Illarija                   | Thank You for My Way | Inglese          | Hanna Rozina, Ivan Rozin, Kateryna Pryščepa        |
| Kadnay                     | Freedom In My Mind   | Inglese          | Dmytro Kadnaj, Filipp Koljadenko, Antin Kars'kij   |
| Kuznecov                   | Deep Shivers         | Inglese          | Ruslan Kuznecov                                    |
| Laliko                     | Sugar Whispers       | Inglese          | Lali Erhemlidze                                    |
| Letay                      | Svit čekaje          | Ucraino, inglese | Illja Reznikov                                     |
| MamaRika                   | We Are One           | Inglese          | Anastasija Kočetova, Ivan Klymenko, Very the Jerry |
| Mélovin                    | Wonder               | Inglese          | Kostjantyn Bočarov, Mickey Mic                     |
| Mila Nytyč                 | Mystery              | Inglese          | Julija Chaščevs'ka                                 |
| Monochromea                | Blue Bird            | Inglese          | Chrystyna Chrom'jak                                |
| O.Torvald                  | Time                 | Inglese          | Jevhen Halyč, Jevhen Kamenčuk                      |
| Pajuščije Trusy            | Singing Pants        | Inglese          | Volodymyr Bebeško, Ol'ha Stepura                   |
| Panivalkova                | Dokučaju             | Ucraino          | Panivalkova                                        |
| Roman Veremejčyk & Lumiere | Make It Real         | Inglese          | Roman Veremejčyk                                   |
| Rožden                     | Saturn               | Inglese          | Panos Liassi, Rafael Ishman, Rožden Anusi          |
| Sal'to Nazad               | O, mamo!             | Ucraino          | Ivan Klymenko                                      |
| Skaj                       | All My Love for You  | Inglese          | Oleh Sobčuk, John Hill                             |
| Tayanna                    | I Love You           | Inglese          | Tetjana Rešetnjak, Maks Bars'kych                  |
| Vitalij Kozlovs'kyj        | I'm Your Light       | Inglese          | Dima Bananov, Maryna Skomorochova                  |
| Vivienne Mort              | Inij                 | Ucraino          | Daniela Zajuškina                                  |

### Pre-selezione online
Tra il 1º settembre 2016 e il 10 gennaio 2017 gli aspiranti artisti hanno potuto inviare una propria canzone sul sito ufficiale di STB. Una giuria presieduta dal direttore artistico del concorso Kostjantyn Meladze ha selezionato le 10 proposte da far partecipare ad una votazione online per la scelta di un ulteriore semifinalista. Il 17 gennaio Kuznecov è stato annunciato come vincitore del voto online e, di conseguenza, 24º semifinalista del Vidbir.
| Artista                           | Brano                 | Lingua  | Voti   | Voti   | Posizione |
| --------------------------------- | --------------------- | ------- | ------ | ------ | --------- |
| Kuznecov                          | Deep Shivers          | Inglese | 11 820 | 33,12% | 1         |
| Denys Povalij                     | Written On Your Heart | Inglese | 10 311 | 28,89% | 2         |
| Katja Syvun                       | Pryvyd                | Ucraino | 2 479  | 6,95%  | 3         |
| Legenda Folium                    | My Space              | Inglese | 2 199  | 6,16%  | 4         |
| One Light Inside                  | Stay                  | Inglese | 1 920  | 5,38%  | 5         |
| Ksenija Popova                    | Let It Fall           | Inglese | 1 919  | 5,38%  | 6         |
| Litvinkovič                       | Našča ljubov          | Ucraino | 1 375  | 3,85%  | 7         |
| Alex Angel & Lady Hala            | Running for Love      | Inglese | 1 296  | 3,63%  | 8         |
| Natalija Pylyponyk & Džoan Sereso | Serenada Ukraïny      | Ucraino | 1 293  | 3,62%  | 9         |
| Oksana Pryjmak                    | Za kraj               | Ucraino | 1 077  | 3,02%  | 10        |

## Semifinali
Le semifinali si sono svolte in tre serate, il 4, l'11 e il 18 febbraio 2017, e ha visto competere 8 partecipanti ciascuna per i due posti per puntata destinati alla finale. La divisione delle semifinali è stata resa nota il 20 gennaio 2017, in un sorteggio presentato da Kostjantyn Meladze. Il voto combinato del voto della giuria e televoto ha determinato i sei finalisti.

### Prima semifinale
La prima semifinale si è tenuta il 4 febbraio 2017 presso il Palazzo della Cultura "KPI" di Kiev.
I Navi, rappresentante della Bielorussia all'Eurovision Song Contest 2017, si sono esibiti come ospiti durante la serata con il brano Historyja majho žyccja e una rivisitazione in bielorusso di 1944, brano vincitore dell'Eurovision Song Contest 2016. Tamara Gachechiladze, seconda ospite della serata e rappresentante della Georgia, si è esibita con il brano Keep the Faith.
Ad accedere alla finale sono stati i Sal'to Nazad e Tayanna.
| # | Artista                    | Titolo              | Punteggio | Punteggio | Punteggio | Punteggio | Posizione |
| # | Artista                    | Titolo              | Giuria    | Televoto  | Televoto  | Totale    | Posizione |
| - | -------------------------- | ------------------- | --------- | --------- | --------- | --------- | --------- |
| 1 | Skaj                       | All My Love for You | 6         | 9,54%     | 5         | 11        | 4         |
| 2 | Roman Veremejčyk & Lumiere | Make It Real        | 2         | 6,30%     | 3         | 5         | 6         |
| 3 | Monochromea                | Blue Bird           | 3         | 4,35%     | 2         | 5         | 7         |
| 4 | Laliko                     | Sugar Whisper       | 1         | 4,29%     | 1         | 2         | 8         |
| 5 | Sal'to Nazad               | O, mamo!            | 8         | 11,82%    | 6         | 14        | 2         |
| 6 | MamaRika                   | We Are One          | 5         | 8,76%     | 4         | 9         | 5         |
| 7 | Tayanna                    | I Love You          | 7         | 30,05%    | 8         | 15        | 1         |
| 8 | Arsen Mirzojan             | Geraldine           | 4         | 24,90%    | 7         | 11        | 3         |

### Seconda semifinale
La seconda semifinale si è tenuta l'11 febbraio 2017 presso il Palazzo della Cultura "KPI" di Kiev.
Manel Navarro, rappresentante della Spagna all'Eurovision Song Contest 2017, si è esibito come ospite durante la serata con il brano Do It for Your Lover.
Ad accedere alla finale sono stati Rožden e Illarija.
| # | Artista     | Titolo               | Punteggio | Punteggio | Punteggio | Punteggio | Posizione |
| # | Artista     | Titolo               | Giuria    | Televoto  | Televoto  | Totale    | Posizione |
| - | ----------- | -------------------- | --------- | --------- | --------- | --------- | --------- |
| 1 | Letay       | Svit čekaje          | 1         | 5,76%     | 1         | 2         | 8         |
| 2 | Mila Nytyč  | Mystery              | 3         | 7,66%     | 3         | 6         | 7         |
| 3 | Kuznecov    | Deep Shivers         | 2         | 18,08%    | 7         | 9         | 5         |
| 4 | Aghiazma    | Synthetic Sun        | 5         | 7,66%     | 2         | 7         | 6         |
| 5 | Detach      | Distance             | 4         | 17,71%    | 6         | 10        | 3         |
| 6 | Rožden      | Saturn               | 8         | 11,18%    | 5         | 13        | 2         |
| 7 | Panivalkova | Dokučaju             | 6         | 10,37%    | 4         | 10        | 4         |
| 8 | Illarija    | Thank You for My Way | 7         | 21,59%    | 8         | 15        | 1         |

### Terza semifinale
La terza semifinale si è tenuta il 18 febbraio 2017 presso il Palazzo della Cultura "KPI" di Kiev.
Ad accedere alla finale sono stati gli O.Torvald e Mélovin.
| # | Artista             | Titolo             | Punteggio | Punteggio | Punteggio | Punteggio | Posizione |
| # | Artista             | Titolo             | Giuria    | Televoto  | Televoto  | Totale    | Posizione |
| - | ------------------- | ------------------ | --------- | --------- | --------- | --------- | --------- |
| 1 | Pajuščije Trusy     | Singing Pants      | 2         | 3,48%     | 1         | 3         | 8         |
| 2 | O.Torvald           | Time               | 7         | 19,70%    | 7         | 14        | 1         |
| 3 | Anastasija Prudius  | Flow               | 3         | 7,71%     | 3         | 6         | 6         |
| 4 | Vitalij Kozlovs'kyj | I'm Your Light     | 1         | 5,27%     | 2         | 3         | 7         |
| 5 | Kadnay              | Freedom In My Mind | 8         | 14,50%    | 5         | 13        | 3         |
| 6 | Mélovin             | Wonder             | 5         | 23,84%    | 8         | 13        | 2         |
| 7 | Green Grey          | Future Is On       | 4         | 10,15%    | 4         | 8         | 5         |
| 8 | Vivienne Mort       | Inij               | 6         | 15,36%    | 6         | 12        | 4         |

## Finale
La finale si è tenuta il 25 febbraio 2017 presso il Palazzo della Cultura "KPI" di Kiev.
Alma, rappresentante della Francia all'Eurovision Song Contest 2017, si è esibita come ospite durante la serata con il brano Requiem. Kasia Moś, seconda ospite della serata e rappresentante della Polonia, si è esibita con il brano Flashlight.
A vincere il voto della giuria e il televoto sono stati rispettivamente Tayanna e Mélovin; tuttavia, gli scarsi risultati nel televoto della prima e nel voto della giuria per il secondo hanno fatto sì che gli O.Torvald, secondi classificati in entrambe votazioni, vincessero una volta sommati i punti, battendo allo spareggio la già citata Tayanna.
| # | Artista      | Titolo               | Punteggio | Punteggio | Punteggio | Punteggio | Posizione |
| # | Artista      | Titolo               | Giuria    | Televoto  | Televoto  | Totale    | Posizione |
| - | ------------ | -------------------- | --------- | --------- | --------- | --------- | --------- |
| 1 | Sal'to Nazad | O, mamo!             | 1         | 11,35%    | 3         | 4         | 6         |
| 2 | Mélovin      | Wonder               | 2         | 31,22%    | 6         | 8         | 3         |
| 3 | O.Torvald    | Time                 | 5         | 25,57%    | 5         | 10        | 1         |
| 4 | Illarija     | Thank You for My Way | 4         | 7,43%     | 1         | 5         | 5         |
| 5 | Tayanna      | I Love You           | 6         | 16,69%    | 4         | 10        | 2         |
| 6 | Rožden       | Saturn               | 3         | 7,73%     | 2         | 5         | 4         |

## All'Eurovision Song Contest
Essendo la nazione ospitante nel 2017, l'Ucraina ha avuto direttamente accesso alla finale, esibendosi 22ª su 26 partecipanti e classificandosi 24ª con 36 punti.